# Darna
Darna (arabisch درنة, DMG Darna), auch Derna, ist eine Hafenstadt im Nordosten Libyens in der historischen Region Cyrenaika. Früher Hauptstadt einer der reichsten Provinzen der Barbareskenstaaten, bildet sie heute den Hauptort des gleichnamigen Munizips.

## Geographie und Klima

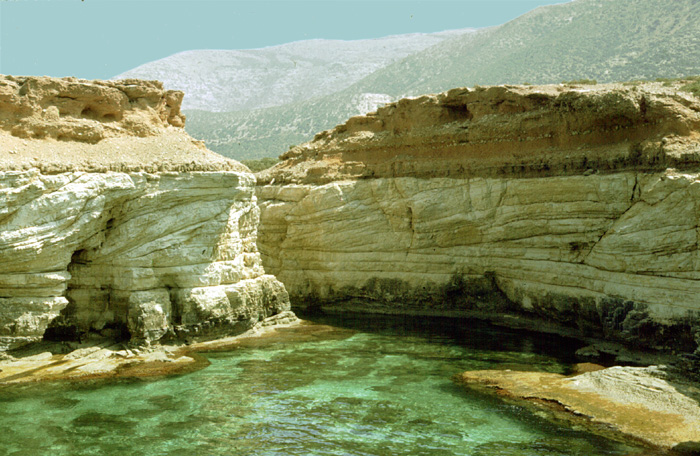
Felsige Küste nahe Darna

Darna befindet sich an der Mittelmeerküste am östlichen Ende des Gebirges Dschabal al-Achdar, welches aufgrund seiner relativ hohen Niederschläge das fruchtbarste und baumreichste Gebiet Libyens ist. Das Stadtgebiet erstreckt sich auf rund zwei Kilometer beiderseits des Unterlaufs des nur periodisch Wasser führenden Wadi Darna. Im Stadtgebiet wurden mehrere Brücken gebaut, um sein teilweise auf 35 Meter eingeengtes Flussbett zu überqueren, darunter auch die Küstenschnellstraße A1 direkt an der Flussmündung ins Mittelmeer.
|                       | Jan  | Feb  | Mär   | Apr  | Mai  | Jun  | Jul  | Aug  | Sep  | Okt  | Nov  | Dez  |   |      |
| Mittl. Tagesmax. (°C) | 17,5 | 18,2 | 19,4  | 21,7 | 24,3 | 27,3 | 28,2 | 29,1 | 28,1 | 26,1 | 23,1 | 19,2 | ⌀ | 23,5 |
| Mittl. Tagesmin. (°C) | 10,7 | 10,8 | 11..7 | 13,8 | 16,2 | 19,7 | 22,3 | 23,2 | 21,9 | 18,6 | 15,5 | 12,2 | ⌀ | 16,4 |
|                       |      |      |       |      |      |      |      |      |      |      |      |      |   |      |
| Niederschlag (mm)     | 60   | 39   | 28    | 10   | 6    | 2    | 0    | 0    | 4    | 32   | 36   | 57   | Σ | 274  |
|                       |      |      |       |      |      |      |      |      |      |      |      |      |   |      |
| Sonnenstunden (h/d)   | 4,7  | 6,1  | 6,4   | 7,3  | 8,9  | 9,7  | 9,6  | 9,5  | 8,3  | 6,9  | 6,1  | 4,8  | ⌀ | 7,4  |
|                       |      |      |       |      |      |      |      |      |      |      |      |      |   |      |
| Regentage (d)         | 8    | 5    | 5     | 1    | 1    | 0    | 0    | 0    | 1    | 4    | 5    | 8    | Σ | 38   |
|                       |      |      |       |      |      |      |      |      |      |      |      |      |   |      |
| Luftfeuchtigkeit (%)  | 76   | 72   | 74    | 74   | 74   | 75   | 80   | 80   | 75   | 74   | 75   | 78   | ⌀ | 75,6 |

| 10,7 |

| 10,8 |

| 11..7 |

| 13,8 |

| 16,2 |

| 19,7 |

| 22,3 |

| 23,2 |

| 21,9 |

| 18,6 |

| 15,5 |

| 12,2 |

| 10,7 |

| 10,8 |

| 11..7 |

| 13,8 |

| 16,2 |

| 19,7 |

| 22,3 |

| 23,2 |

| 21,9 |

| 18,6 |

| 15,5 |

| 12,2 |

## Name
In griechischen Quellen ist Darnis (Δάρνις) und Darne, vereinzelt auch fälschlicherweise Dardanis zu lesen. Im Römischen Reich wurde die Stadt als Darnis oder Derna bezeichnet. Seit der arabischen Islamisierung sind die Schreibweisen Derne (Derna) sowie Terneh (Ternah) verbreitet.

## Geschichte

### Antike bis 20. Jahrhundert

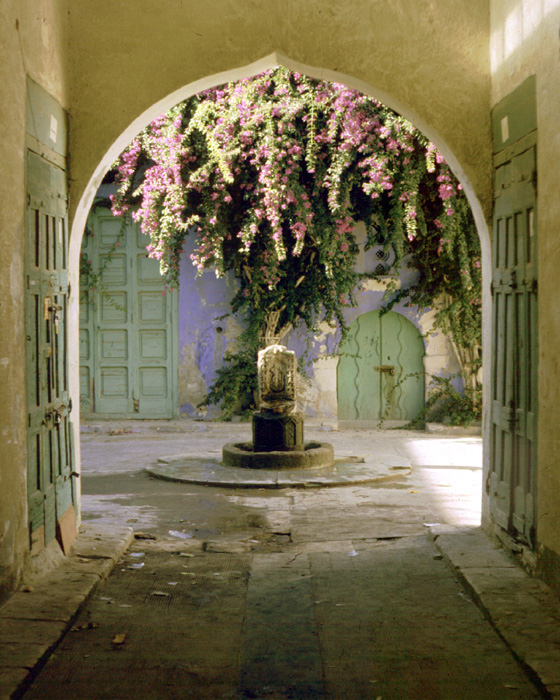
Alter Markt in Darna

Während der hellenistischen Ära gehörte das antike Darna zur libyschen Pentapolis. Im Römischen Reich wurde die Stadt zivile und später auch religiöse Metropole der Libya Secunda bzw. der als Libya inferior bezeichneten Marmarica-Region.
Als ehemaliges Metropolitanbistum der römischen Provinz Libyen in der Diözese Ägypten im 4. oder 6. Jahrhundert ist Darnis noch heute ein Titularerzbistum der römisch-katholischen Kirche.
Während der Vertreibung der Muslime aus Spanien (Al-Andalus) 1493 wurde die Stadt auf den Ruinen der antiken Siedlung wiedererrichtet.
Während der osmanischen Herrschaft unterstand Darna zunächst dem Statthalter von Tripolis, wenig später ab 1711 kam es zum Sultanat Karamanli, ehe es 1835 eine Besitzung des autonomen Sandschaks von Bengasi wurde, der die gesamte Cyrenaica umfasste und direkt Konstantinopel unterstand. Ab 1875 wurde dieses Sandschak in das Vilâyet Cyrenaica umgewandelt. Um 1850 hatte die Stadt etwa 4500 Einwohner, die Landwirtschaft, Fischerei und Seehandel betrieben.
Die älteste Moschee in Darna ist die al-Maschid al-Atik, die „Alte Moschee“, die 1772 von Wali Mahmud Karamanli wiederaufgebaut und mit 42 kleinen Kuppeln verziert wurde. Dieser Baustil resultierte aus dem Mangel an Baumaterial wie Holz oder Stein in der Cyrenaika. Eine weitere Moschee Maschid az-Zawiya wurde 1846 errichtet.
Der französische Admiral Ganteaume landete im Juni 1800 in Darna und versuchte während des napoleonischen Feldzugs in Ägypten Truppen von hier aus über Land marschieren zu lassen. Sein Versuch scheiterte jedoch an der Gegenwehr von lokalen Truppen.
Darna war Schauplatz der Schlacht von Derna im Jahre 1805, in der US-General William Eaton etwa 500 Meilen durch die Libysche Wüste marschiert war und die Stadt während des Ersten Barbareskenkrieges einnahm.
Während des Italienisch-Türkischen Krieges besetzten italienische Truppen Darna und hielten den Ort von 1911 bis zum 30. Januar 1941, als er während des Nordafrikafeldzuges von australischen Truppen übernommen wurde.

### 21. Jahrhundert
2007 erbeuteten US-amerikanische Truppen im Irak eine Liste ausländischer Kämpfer des irakischen Widerstands. Von den 112 namentlich aufgezählten Libyern stammten 52 Dschihadisten aus Darna.

#### Kriege seit 2011

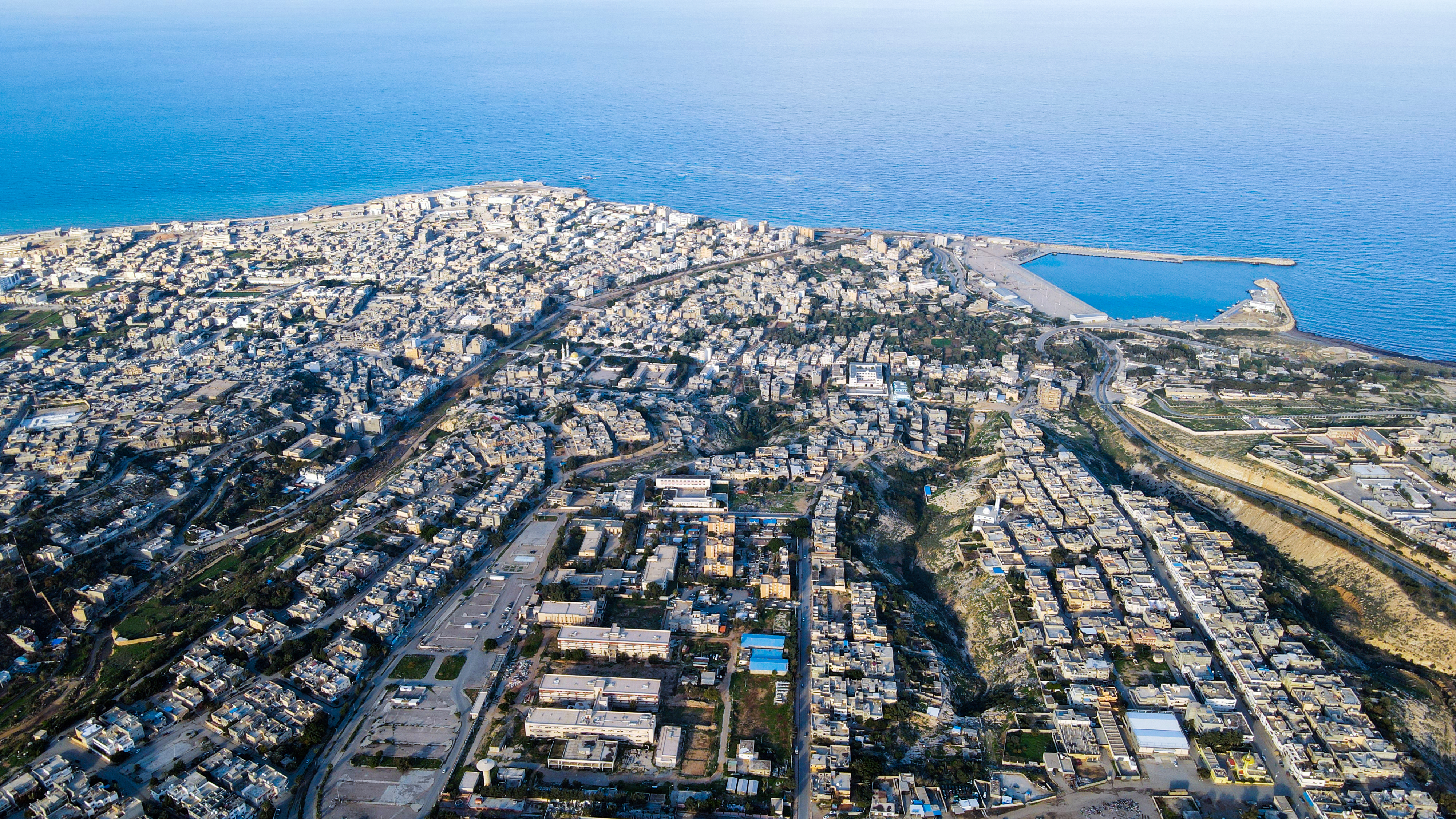
Überblick über Derna im Jahr 2020

Im Bürgerkrieg von 2011 war Darna die erste Stadt, die unter Kontrolle der libyschen Oppositionsbewegung geriet. Zwei Tage nachdem die Aufständischen ein Waffendepot der libyschen Armee am 16. Februar 2011 angegriffen und erobert hatten, brachten sie die gesamte Stadt in ihre Hand. Anführer der Rebellen in Darna war Abdel-Hakim al-Hasadi, ein früheres Mitglied der Libyschen Islamischen Kampfgruppe. Er soll in der Stadt das Islamische Emirat von Barqa ausgerufen haben, was jedenfalls vom italienischen Außenminister Franco Frattini bestätigt wurde. Al-Hasadi und seine Kämpfer wurden einige Wochen später als Darna-Brigade in die neu formierte Libysche Nationale Befreiungsarmee des Nationalen Übergangsrats integriert.
Im Oktober 2014, während des auf die Parlamentswahl in Libyen 2014 folgenden Bürgerkrieges, schloss sich eine lokale militante Gruppe dem Führer des Islamischen Staates Abu Bakr al-Baghdadi an und schwor ihm die Treue.
Nach der Enthauptung von 21 koptischen Christen in Libyen durch den IS Anfang 2015 führte die ägyptische Luftwaffe im Februar 2015 unter anderem in Darna Luftschläge gegen Trainingscamps und Waffenlager des IS in Libyen durch, unterstützt von der Luftwaffe der international anerkannten libyschen Regierung.
Mitte 2015 startete der „Shura Council of Mujahideen in Derna“, ein Dachverband diverser islamistischer Gruppierungen mit Verbindungen zu Al-Qaida, der sowohl in Opposition zum IS als auch zu der international anerkannten libyschen Regierung steht, eine Offensive gegen den IS. Am 30. Juli 2015 wurde gemeldet, dass der Großteil der IS-Kämpfer aus Darna vertrieben worden sei.
Seit 2015 wurde die Stadt unter dem Kommando von Chalifa Haftar von der Armee des seit 2014 im Ostteil des Landes von Tobruk aus agierenden Abgeordnetenrates belagert. 2018 nahmen seine Truppen die Stadt ein.

#### Flutkatastrophe 2023
Nach dem Durchzug von Sturmtief Daniel am 10. September 2023 kam es zu katastrophalen Überschwemmungen mit etwa 18.000 bis 20.000 Todesopfern, entsprechend rund einem Fünftel der Stadtbevölkerung, als zwei Staudämme im Wadi Darna brachen, die zusammen ein Stauvolumen von knapp 20 Millionen Kubikmetern hatten. Das geschätzte Niederschlagsvolumen binnen 48 Stunden betrug dagegen 115 Millionen Kubikmeter. Am größeren Staudamm waren seit 2011 keine Instandhaltungsmaßnahmen mehr ausgeführt worden. Eine meterhohe Flutwelle spülte ganze Stadtviertel ins Meer, komplette Straßenzüge versanken in meterhohem Schlamm. Nach Anzahl der Todesopfer war dies das bis dahin mit Abstand schlimmste Wetterereignis des Jahres weltweit. 35.000 Überlebende wurden obdachlos. Im Allgemeinen wurde die Infrastruktur der Stadt seit Jahren vernachlässigt, da sie während des Arabischen Frühlings eine Hochburg des demokratischen Widerstands war und die dortige Bevölkerung daher auch von der aktuellen autoritären Regierung benachteiligt wird.